# 화성에 존재하는 인공물 목록

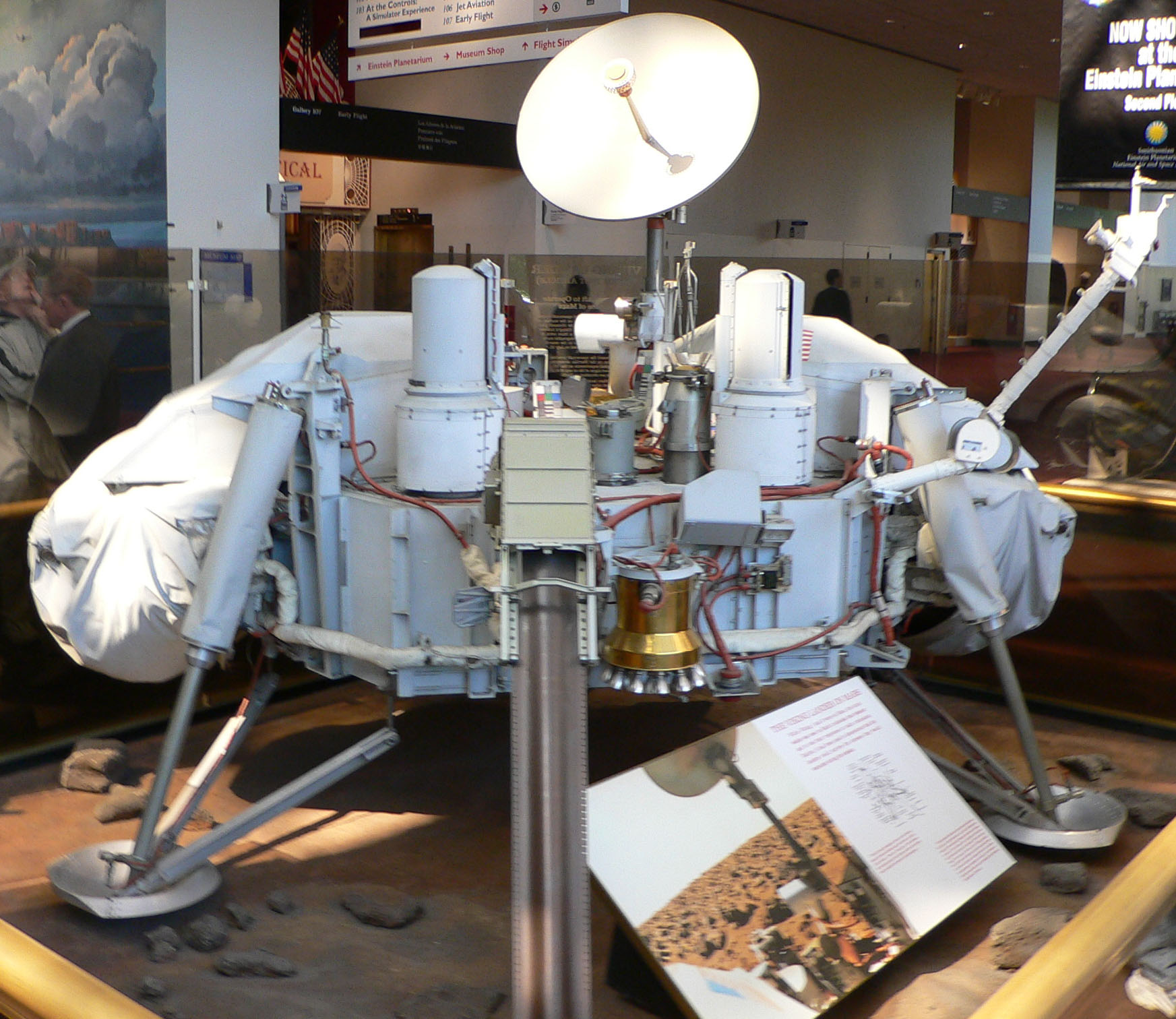
화성에 최초로 착륙한 탐사선인 바이킹 1호의 모델

아래 목록은 태양계의 4번째 행성인 화성에 존재하는 인공물 목록이다.
화성의 표면에 존재하는 인공물은 모두 지구에서 보내져 화성에 착륙한 우주선들이다. 사고로 인해 착륙에 실패하여 파괴된 경우도 잔해가 남아있으므로 인공물로 적용된다. 화성의 표면상에 있는 우주선은 착륙선과 탐사차로 나뉘는데, 착륙선은 이동 수단이 없어서 착륙한 지점에서만 탐사를 진행하고 탐사차는 이동 수단이 존재하여 이동식 탐사가 가능하다.

## 인공물 목록
| 실패 | 통신 두절 | 작동중 |

| 명칭                               | 이미지 | 국가 | 날짜 | 질량 (kg) | 상태                                                 | 위치                                                                                                |
| 마스 2호                           |        | 소련 | 1971 | 1210      | 하강 과정에서 사고 발생, 표면에 충돌                 | 남위 45° 서경 313°  / 남위 45° 서경 313°                                                            |
| 마스 3호                           |        | 소련 | 1971 | 1210      | 착륙 후 통신 두절                                    | 시레눔 테라, 남위 45° 서경 158°  / 남위 45° 서경 158°                                               |
| 마스 6호                           |        | 소련 | 1973 | 635       | 기계적 결함으로 역추진 로켓 미작동, 표면에 충돌      | 마르가리티페르 테라, 남위 23° 54′ 서경 19° 25′ / 남위 23.90° 서경 19.42°                            |
| 바이킹 1호                         |        | 미국 | 1976 | 657       | 2245 화성일 동안 작동, 최후 교신일: 1982년 11월 11일 | 크리세 평원, 북위 22° 41′ 49″ 서경 48° 13′ 19″ / 북위 22.697° 서경 48.222°                          |
| 바이킹 2호                         |        | 미국 | 1976 | 657       | 1281 화성일 동안 작동, 최후 교신일: 1980년 4월 11일  | 유토피아 평원, 북위 48° 16′ 08″ 서경 225° 59′ 24″ / 북위 48.269° 서경 225.990°                      |
| 마스 패스파인더 & 소저너 로버      |        | 미국 | 1997 | 360       | 83 화성일 동안 작동, 최후 교신일: 1997년 9월 27일    | 아레스 협곡, 북위 19° 20′ 서경 33° 33′ / 북위 19.33° 서경 33.55°                                    |
| 화성 기후 궤도선                   |        | 미국 | 1999 | 629       | 대기 마찰로 인한 파괴                                | 미확인                                                                                              |
| 화성 극지 착륙선 & 딥 스페이스 2호 |        | 미국 | 1999 | 500       | 하강 중 알 수 없는 이유로 통신 두절, 표면에 충돌     | 얼티미 스코풀리, 남위 76° 서경 195°  / 남위 76° 서경 195°                                           |
| 비글 2호                           |        | 영국 | 2003 | 33.2      | 착륙 후 태양 전지판 전개 실패                        | 이시디스 평원, 북위 11° 31′ 35″ 동경 90° 25′ 46″ / 북위 11.5265° 동경 90.4295°                      |
| 스피릿 로버 (MER-A)                |        | 미국 | 2004 | 185       | 2210 화성일 동안 작동, 최후 교신일: 2010년 3월 22일  | 구세프 분화구, 남위 14° 34′ 18″ 동경 175° 28′ 43″ / 남위 14.5718° 동경 175.4785°                    |
| 오퍼튜니티 로버 (MER-B)            |        | 미국 | 2004 | 185       | 작동중, 7846일 경과                                  | 메리디아니 평원, 남위 1° 56′ 46″ 동경 354° 28′ 24″ / 남위 1.9462° 동경 354.4734°                    |
| 피닉스                             |        | 미국 | 2008 | 350       | 155 화성일 동안 작동, 최후 교신일: 2008년 11월 2일   | 바스티타스 보레알리스, 비공식 명칭: 그린 협곡, 북위 68° 09′ 서경 125° 54′ / 북위 68.15° 서경 125.9° |
| 화성 과학 실험실 / 큐리오시티 로버 |        | 미국 | 2012 | 900       | 작동중, 4730일 경과                                  | 게일 분화구, 남위 4° 36′ 0″ 동경 137° 12′ 0″ / 남위 4.60000° 동경 137.20000°                        |

## 같이 보기
- 화성 탐사
- 화성의 생명체